# آلیس پایک بارنلی
آلیس پایک بارنلی (به انگلیسی: Alice Pike Barney)،(زاده ۱۸۵۷– درگذشته۱۹۳۱) نقاش آمریکایی بود. او در واشینگتن، دی.سی. فعالیت داشت و تلاش کرد واشینگتن را به مرکز هنر تبدیل کند. دخترش ناتالی کلیفورد بارنی نویسنده و مهماندار سالن و دختر دیگرش لورا کلیفورد بارنلی نویسنده بهایی بود.
او در سال 1900 به بهائیت تغییر دین داد.

## نگارخانه

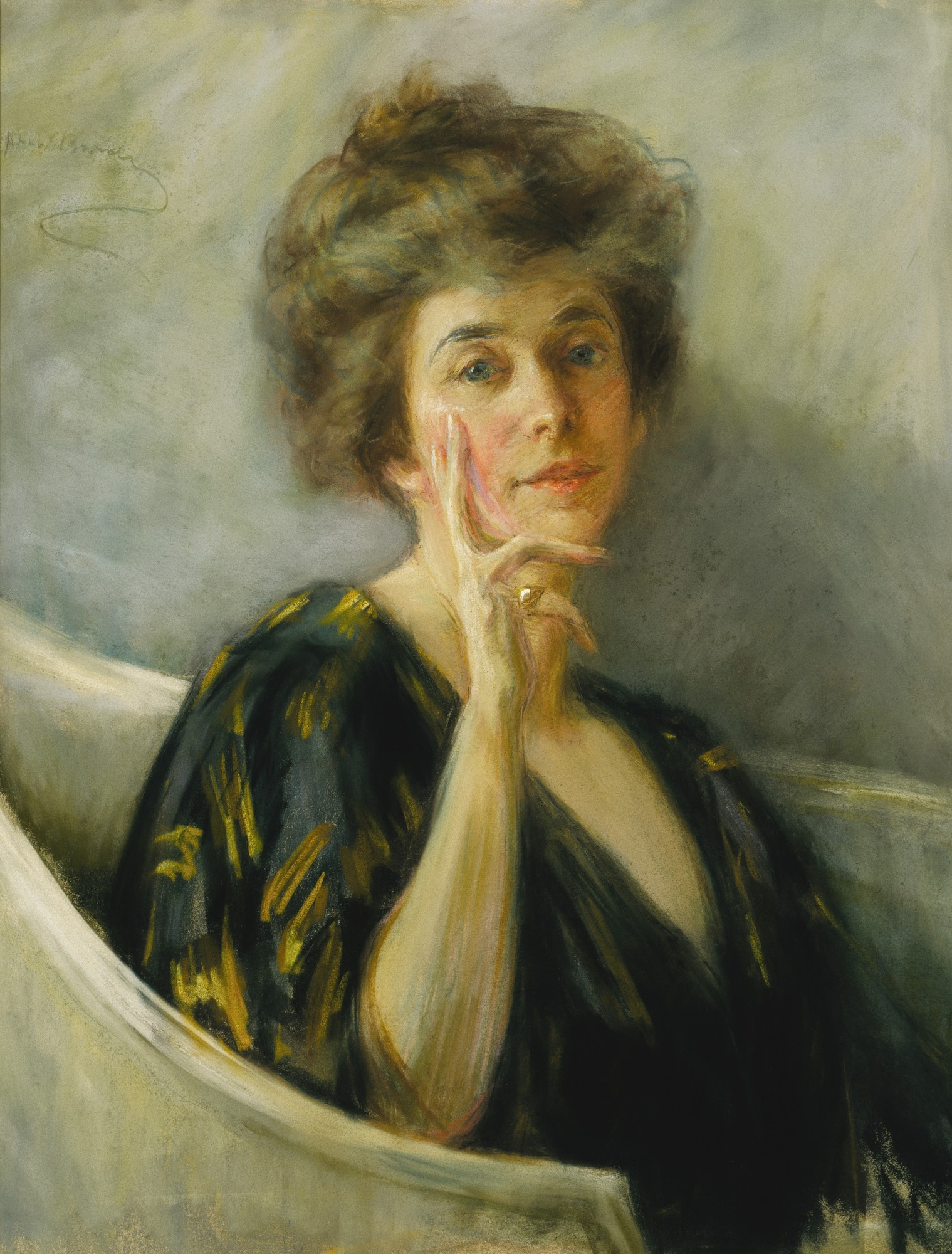
خودنگاره در سال۱۸۹۵
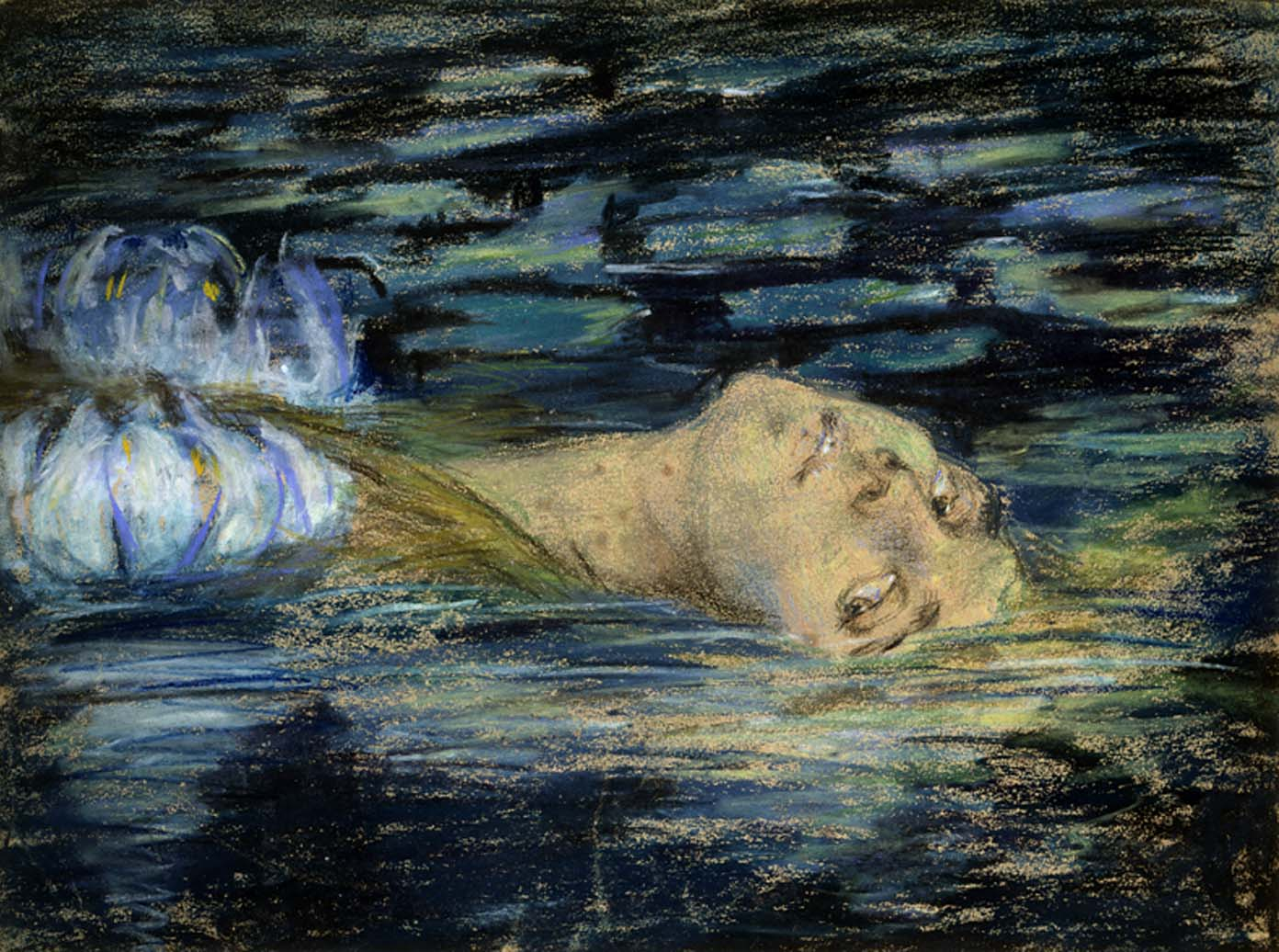
نیلوفر آبی
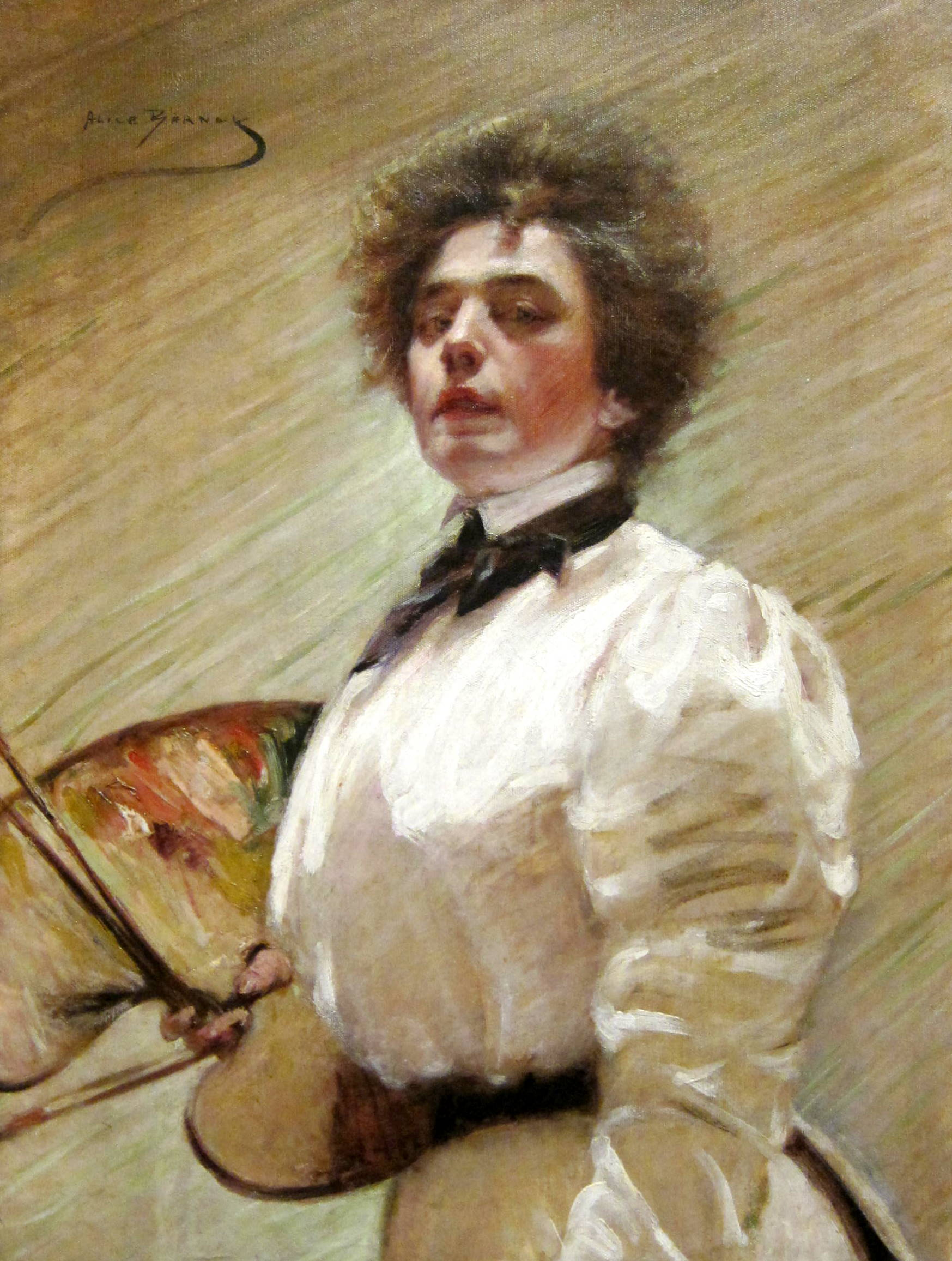
خودنگاره با پلت ،۱۹۰۶